# زایایی

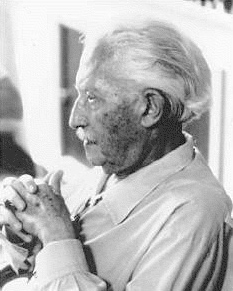
اریک اریکسون (۱۹۰۲–۱۹۹۴)

اصطلاح زایایی (به انگلیسی: Generativity) توسط اریک اریکسون روانکاو برای نشان دادن «دغدغه برای ساختن و هدایت نسل بعدی» در سال ۱۹۵۰ ابداع شد.